# Suna Kan
Pour les articles homonymes, voir Kan (homonymie).
Suna Kan, née le 21 octobre 1936 à Adana et morte le 11 juin 2023 à Ankara, est une violoniste turque.